# Gaizka Saizar Lekuona
Gaizka Saizar Lekuona (Oiartzun, 22 luglio 1980) è un ex calciatore spagnolo, di ruolo attaccante.

## Caratteristiche tecniche
Gioca nel ruolo di attaccante o di centrocampista offensivo.

## Carriera
Nel luglio 2012 viene acquistato dal Racing Santander.